# Barone Kilkeel

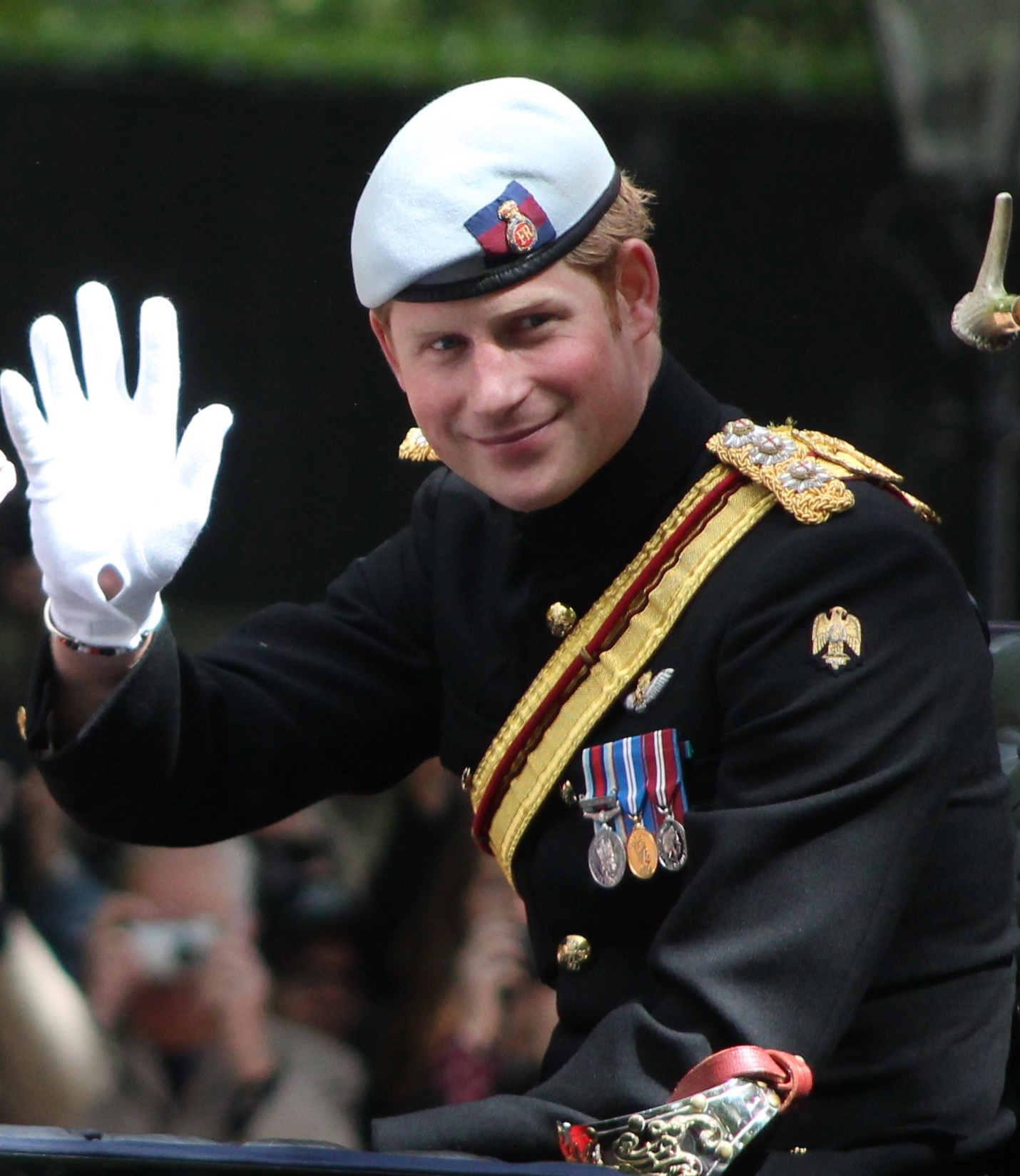
Henry, duca di Sussex, primo e attuale Barone Kilkeel.

Barone Kilkeel è un titolo di parìa del Regno Unito. Venne creato il 19 maggio 2018 dalla regina Elisabetta II come titolo accessorio per il nipote, il principe Henry, duca di Sussex, in occasione del matrimonio con Meghan Markle. Prende il nome dalla città di Kilkeel, nella contea di Down, nell'Irlanda del Nord. Nello stesso giorno, il principe Henry è stato creato anche Duca di Sussex e Conte di Dumbarton. Tradizionalmente, ai membri maschi della famiglia reale viene assegnato dal monarca almeno un titolo nel giorno del loro matrimonio. Il titolo completo che designa la baronia è "Barone Kilkeel, di Kilkeel nella contea di Down".

## Storia
Prima del 19 maggio 2018 non era mai esistito un titolo connesso a Kilkeel; nel Medioevo la città si trovava al centro del potere di Mugdorna (Múrna, Mughdorna, Mourne), una tribù gaelica irlandese. Il titolo della baronia venne discusso in privato tra la regina e il principe Harry, tuttavia la decisione finale spettò alla sovrana.
Alla notizia della creazione del titolo di Barone Kilkeel da parte della regina, il deputato del Partito Unionista Democratico del collegio di Lagan Valley, Jeffrey Donaldson, affermò: "Sono felice che il principe Harry possa diventare Barone Kilkeel il giorno delle sue nozze. La popolazione nativa di Mourne ne sarà entusiasta, un giorno davvero storico per Kilkeel".

## Barone Kilkeel (2018)
- Principe Henry, Duca di Sussex (2018-in carica)